# Hamuré
Hamuré ókori egyiptomi uralkodó volt a második átmeneti korban, talán az i. e. 17. században. Valószínűleg a XIV. dinasztiához tartozott. Avariszból kormányozta a Nílus-delta keleti és talán nyugati részét is. Személyazonossága, valamint helye a kronológiában bizonytalan.

## Említései
Hamurénak két szkarabeusza maradt fenn ismeretlen lelőhelyről; ezzel egyike annak a pár, XIV. dinasztiabeli uralkodónak, akinek maradt fenn kortárs említése. Az egyik szkarabeusz jelenleg a Petrie Múzeumban található, 11819-es katalógusszámal, a másik 1991 decemberében kelt el egy árverésen a The New York Palace Hotelban. A Petrie Múzeum szkarabeusza annyiban különleges, hogy hátuljának egyedi díszítése azt mutatja, magas rangú hivatalnok kapta ajándékba. A szkarabeuszon Hamuré nevét a netjer nofer, azaz „a jó isten” cím előzi meg, ami azt mutatja, ez a név a király uralkodói neve. Ez azt jelenti, hogy a királyokat uralkodói név szerint felsoroló torinói királylista fennmaradt töredékein Hamuré neve nem szerepel.

## Személyazonossága
Olga Tufnell és William A. Ward régészek amellett érvelnek, hogy a szkarabeuszra írt név valójában Ammu neve, aki talán a második átmeneti kor végének egy kevéssé ismert királyával, Aahoteprével azonos. Kim Ryholt és Darrell Baker egyiptológusok ezzel nem értenek egyet, mert a Gardiner-jellista szerinti N5 jel, azaz a napkorong jele tisztán kivehető a szkarabeuszon a netjer nofer hieroglifákkal együtt, vagyis a név helyes olvasata Hamuré, ahogy Percy Newberry és Flinders Petrie is olvasta.
Bár Hamuré helye a kronológiában bizonytalan, Ryholt a második átmeneti kori szkarabeuszok stilisztikai alapon történő vizsgálata alapján a XIV. dinasztiára datálta, Jakubher és Jakareb uralkodása elé.

## Fordítás
- Ez a szócikk részben vagy egészben  a   Khamure című angol Wikipédia-szócikk ezen változatának fordításán alapul.  Az eredeti cikk szerkesztőit annak laptörténete sorolja fel. Ez a jelzés csupán a megfogalmazás eredetét és a szerzői jogokat jelzi, nem szolgál a cikkben szereplő információk forrásmegjelöléseként.